# Suzanne Karpelès
Suzanne Karpelès, née le 17 mars 1890 dans le 16e arrondissement de Paris et morte le 7 novembre 1968 à Vellore (Inde), est une indianiste française de formation, ethnologue et philologue, devenue spécialiste des études cambodgiennes et du pâli. Elle a été membre de l'École française d'Extrême-Orient (EFEO) de 1922 à 1925 et de 1936 à 1941, puis correspondante de l'EFEO de 1926 à 1936 et enfin pensionnaire de l'EFEO après 1941. Elle prend sa retraite dans l'ashram de Pondichéry et meurt en 1968.

## Biographie
Suzanne Karpelès, née le 17 mars 1890 à Paris, est la fille de Jules Karpelès, né en 1854 à Paris, riche négociant d'origine grecque et de  Sophie Philippson, née en 1858 à Lübeck. Jules Karpelès a fait fortune en important l'indigo de l'Inde en Europe. Le grand-père de Suzanne, Jacques Karpelès, était un homme de lettres. Les Karpelès ont une première fille, Andrée, qui naît le 18 mars 1885, puis suivront deux autres filles : Suzanne, qui naît le 17 mars 1890, et Solange, qui décèdera très jeune.
Elle passe une partie de sa jeunesse à Calcutta, ce qui permet à Suzanne et à sa sœur Andrée Karpelès (qui sera artiste-peintre et auteur) d'apprendre et de parler couramment l'hindi et le bengali. Plus tard, à Paris, les deux filles fréquentent le lycée Molière. Pendant la Première Guerre mondiale, Suzanne et Andrée se mobilisent et s'engagent comme infirmières.

### Études
En 1917, Suzanne Karpelès obtient une agrégation de civilisation et de langues orientales. Elle est la première femme diplômée de l'École des études orientales, où elle a étudié le sanskrit, le tibétain et le siamois (appelé aujourd'hui langue thai).
Suzanne Kapelès étudie l'indologie à l'École pratique des hautes études, avec notamment comme professeurs Sylvain Lévi, Alfred Foucher et Louis Finot. Elle en sort diplômée avec pour travail de diplôme l'édition du texte sanskrit et tibétain ainsi que la traduction en français du Lokeshvara-shataka, un texte bouddhique. Son travail porte le titre Lokeçvaraçataka ou Cent strophes en l'honneur du Seigneur du Monde par Vajradatta, et il sera publié dans le Journal Asiatique, en 1919,.
Durant ces années, elle donne une traduction par Suzanne Karpelès d'une prière bouddhique connue sous le nom de « Metta sutta », que la compositrice Lili Boulanger mettra en musique, créant une pièce intitulée Vieille prière bouddhique,,. 

### Carrière à l'École française d'Extrême-Orient
Suzanne Karpelès est membre de l'École française d'Extrême-Orient (EFEO) entre 1922 et 1925, puis entre 1936 et 1941, et elle est la première femme cadre de cette institution. Arrivée à Hanoï, elle étudie la Kanikhâvitaranî, un texte pali qui avait été publié à Ceylan ; elle en fait notamment une étude comparée avec un autre manuscrit du Cambodge,,.
En 1923, elle part en mission à Bangkok pour examiner un troisième manuscrit du même texte, profitant de ce déplacement pour approfondir sa connaissance de la langue thaï. Cette même année la voit à Angkor, où elle reviendra l'année suivante pour une nouvelle mission.
En 1925, elle devient premier conservateur de la Bibliothèque royale du Cambodge, à Phnom Penh, inaugurée la même année par le roi Sisowath. Cette institution relève des autorités cambodgiennes, ce qui explique que Suzanne Karpelès n'est plus membre de l'EFEO à partir de cette date ; elle en devient toutefois correspondante,,. À ce poste de conservateur, elle recense les textes rares du pays et en organise la conservation. Le 4 avril 1929, elle est élue membre correspondant de la 5e section de l'Académie des sciences coloniales (aujourd'hui, Académie des sciences d'outre-mer),,.

### Création de l'Institut bouddhique du Cambodge et du Laos

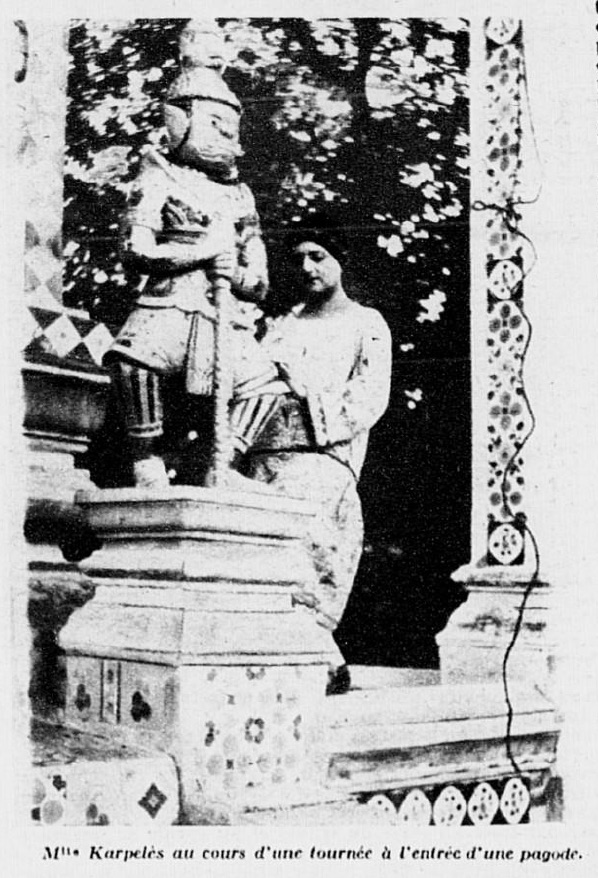
Devant un temple, le 7 février 1932.

En 1930, Suzanne Karpelès fonde l'Institut bouddhique du Cambodge et celui du Laos, dont elle devient la secrétaire générale. Les deux antennes de l'Institut, la Bibliothèque royale cambodgienne et celle du Laos, qui se trouve à Luang Prabang, ont dès lors la mission de collecter et conserver les manuscrits des textes religieux de la péninsule indochinoise, et d'en assurer la publication et la diffusion. En 1936, elle réintègre l'EFEO, tout en restant secrétaire générale de l'Institut bouddhique mais en détachement,,. 
Elle travaille à améliorer les connaissances en philologie de jeunes religieux cambodgiens, et aura de ce fait une influence notable sur la formation intellectuelle de personnalités comme Chuon Nath (en) et Huot Tath, qui seront successivement, après la Seconde Guerre mondiale, patriarches suprêmes du Maha Nikaya, un ordre monastique du bouddhisme theravāda. Durant l'Occupation allemande de la France, elle est victime des lois antisémites et mise d'office à la retraite, une mesure qui sera annulée à la Libération.
Après la guerre, elle crée l'Association des amis de l'Orient au musée Guimet. Elle est ensuite admise comme pensionnaire de l'Institut à l'École française d'Extrême-orient à Hanoï (Vietnam),, et entre 1946 et 1948, elle organise dans quinze villes indiennes une exposition itinérante sur l'EFEO.
Elle est très appréciée et admirée au Vietnam, et la revue vietnamienne Phu nu ton van lui consacrera[Quand ?] un long article, louant ses talents de linguiste, d'orientaliste, mais surtout de direction d'un institut religieux.
Elle fut également membre de l'Association française des femmes diplômées des universités. 

### Retraite à l'ashram de Sri Aurobindo à Pondichéry

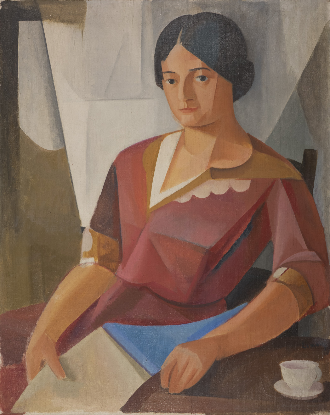
Portrait de Suzanne Karpelès par Maurice Esmein.

Sa sœur Andrée Karpelès, peintre, illustratrice et graveuse, qui avait épousé en 1932 Carl Högman, éditeur suédois avec qui elle a fondé les éditions Chitra, meurt le 7 septembre 1956 à Cannes.
À sa retraite, Suzanne Karpelès s'installe à l'ashram de Sri Aurobindo à Pondichéry (Inde), dont elle était déjà membre. Elle y enseigne le français et la littérature française. Elle meurt à Vellore (Inde) le 7 novembre 1968 (acte transcrit par le consulat général de Madras, aujourd'hui Chennai) en 1969.

## Publications
Liste donnée sur le site de l'EFEO
- 1919 : « Lokeçvaraçataka ou Cent strophes en l'honneur du Seigneur du Monde par Vajradatta », JA 14, p. 357-465. [lire en ligne (page consultée le 3 novembre 2024)]
- 1919 : Un doigt de la lune. Conte d'amour hindou (Mis en anglais d'après un manuscrit sanscrit par F. W. Bain / Traduit de l'anglais par Suzanne Karpelès), Paris, Grasset, 297 p.
- 1924 : « Six contes palis tirés de la Dhammapadatthakatha », Revue indochinoise n° 1-2, p. 1-30 ; 3-4, p. 205-234 ; 5-6, p. 323-350 ; 7-8, p. 11-44.
- 1925 : « Un épisode du Ramayana siamois », in Études asiatiques n° 1, Paris, G. van Oest (PEFEO 19), p. 315-342.
- 1928 : (en) « An exemple of Indo-Khmer sculpture », Indian Art and Letters, n. s. 2/1, p. 28.
- 1934 : « Sœurs quêteuses, frères quêteurs de la doctrine bouddhique, Stances traduites du pali », Extrême Asie (Saigon) n° 91, (sans pagination).
- 1948 : « Un cas de droit maritime international en 1797 », BSEI n. s. 23/3-4, p. 125-131.
- 1948-1949 : Initiation à l'histoire de l'art hindou, Hanoi, Cours et conférences de l'EFEO, 66 feuillets.
- 1949 : « Notules sur un manuscrit relatif à une ambassade birmane en Cochinchine », BSEI n. s. 24/1, p. 3-11.